# 克尼亞若盧卡
48°59′49″N 23°54′23″E / 48.99694°N 23.90639°E
克尼亞若盧卡（烏克蘭語：Княжолука），是烏克蘭西部的村莊，隸屬伊萬諾-弗蘭科夫斯克州的卡盧什區。該村始建於1575年，面積18.1平方公里，海拔高度400米，2001年人口5,546，人口密度每平方公里168.4人。